# George Van Cleaf
George W. Van Cleaf (* Oktober 1879 in New York City; † 6. Januar 1905 ebenda) war ein US-amerikanischer Schwimmer und Wasserballspieler.
Van Cleaf trat bei den Olympischen Spielen 1904 in St. Louis mit der 4 × 50-yds-Staffel an, mit der er den vierten Platz erreichte. Außerdem trat er zusammen mit seinen Teamkollegen vom New York Athletic Club David Bratton, Leo Goodwin, Louis Handley, David Hesser, Joseph Ruddy und James Steen im Wasserball an und erreichte nach einem 6:0-Sieg gegen den Chicago Athletic Club die Goldmedaille.
Die Wasserballspiele fanden im Life Saving Exhibition Lake statt, der von einem Bach durchflossen und von Düngerrückständen und dem Viehmist der benachbarten Landwirtschaftsausstellung der Louisiana Purchase Exposition stark verunreinigt war. Zahlreiche Wasserballer erkrankten dadurch während und nach den Wettkämpfen. Darunter auch Van Cleaf, der wenige Monate nach seinem Sieg an durch Escherichia-Bakterien verursachten Typhus starb.